# Villa La Duchesca
Die Villa La Duchesca war ein Landhaus im Renaissancestil aus dem 15. Jahrhundert zwischen im Viertel San Lorenzo von Neapel in der italienischen Region Kampanien. Sie lag in unmittelbarer Nähe des Castel Capuano in einem Gebiet der Stadt, das heute noch „Duchesca“ genannt wird.

## Geschichte
Das Gebäude, das Ende des 15. Jahrhunderts errichtet wurde, wurde von Giuliano da Maiano für Alfons II. projektiert, der damals auch Herzog von Kalabrien war; es war vor allen Dingen wegen des Glanzes seiner Gärten berühmt. Die Villa befand sich in der Gegend des Castel Capuano, mit dem es durch interne Alleen in den Gärten verbunden war, die teilweise bereits vor der Villa selbst existierten und in mehrere Zonen mit geometrischen Formen, Springbrunnen und Terrassen aufgeteilt waren.
Der Name „Duchesca“ stammte allgemein aus dem Bezug auf die Person der Herzogin Hippolyta Maria Sforza, der Gattin von Alfons, die aber vor der Fertigstellung des Hauptgebäudes verstarb, das unter der Leitung von Giuliano da Maiano nach einem Holzmodell erbaut wurde, das dieser 1487 aus Florenz mitbrachte. Der Garten scheint jedoch verschiedene Gebäude, auch ältere, beherbergt zu haben, die einen Komplex mit Loggien und Pavillons bildeten und einen angenehmen Aufenthaltsort für den Hof, im Gegensatz zur offiziellen Residenz des Castel Capuano, darstellen sollten. Die Villa wurde fast gleichzeitig mit der Villa di Poggioreale, die heute ebenfalls verschwunden ist, erbaut. Beide waren mit ihrer Rekultivierung, ihren Straßensystemen und ihren öffentlichen Einrichtungen bedeutende Elemente der Stadtsanierung für die umliegenden Gebiete.
Die Dekorationen der Loggien der „Duchesca“ wurden von Giacomo Parmense, Luigi della Bella und Giacomo Calvano di Padova geschaffen.
Obwohl es dafür keine Quellen gibt, wird die Anlage der Gärten Pacello da Mercogliano, dem Gartenarchitekten von Alfons II. und später von Karl VIII. von Frankreich, zugeschrieben.
Die geschichtlich-politischen Geschicke der Dynastie Aragón bedingten im Wesentlichen die Aufgabe der Villa nur wenige Jahre nach ihrer Fertigstellung: Dies führte zur fortschreitenden, privaten Bebauung, die schnell die weitläufigen Gärten vollständig verschlang. Bereits in der zweiten Hälfte des 16. Jahrhunderts befand sich der Komplex in einem Zustand des fortgeschrittenen Verfalls. Obwohl beschädigt, sollten die Gebäude bis in die zweite Hälfte des 18. Jahrhunderts überleben, zunehmend ihrer Baumaterialien beraubt, und verschwanden schließlich, ohne irgendeine materielle Spur oder ikonographische Beweise zu hinterlassen.